# Jeantes
Jeantes település Franciaországban, Aisne megyében. Lakosainak száma 224 fő (2022. január 1.). Jeantes Bancigny, Besmont, Bucilly, Coingt, Dagny-Lambercy, Landouzy-la-Ville és Plomion községekkel határos.

## Népesség
A település népességének változása:
| Lakosok száma | 316  | 236  | 230  | 215  | 224  | 211  | 205  | 206  | 212  | 224  |
|               | 1968 | 1982 | 1990 | 2006 | 2013 | 2015 | 2017 | 2019 | 2020 | 2022 |